# Hochstuckli
Hochstuckli är en bergstopp i Schweiz.   Den ligger i distriktet Bezirk Schwyz och kantonen Schwyz, i den centrala delen av landet, 90 km öster om huvudstaden Bern. Toppen på Hochstuckli är 1 566 meter över havet, eller 486 meter över den omgivande terrängen. Bredden vid basen är 5,8 km.
Terrängen runt Hochstuckli är kuperad åt nordost, men åt sydväst är den bergig. Runt Hochstuckli är det ganska tätbefolkat, med 54 invånare per kvadratkilometer.. Närmaste större samhälle är Schwyz, 4,3 km söder om Hochstuckli. 
I omgivningarna runt Hochstuckli växer i huvudsak blandskog.